# Al-ʿAwāsim
Der Begriff al-ʿAwāsim (arabisch العواصم, DMG al-ʿawāṣim, wörtlich „die Beschützerinnen“; von Sing. al-ʿāṣima) bezeichnet im engeren Sinne eine Anzahl von befestigten Orten im Norden Syriens, die der abbasidische Kalif Hārūn ar-Raschīd 786 zu einer Provinz zusammenfasste, um auf diese Weise die Grenze zum byzantinischen Reich besser sichern zu können.
Im weiteren Sinne wird diese Bezeichnung auch insgesamt für das umkämpfte Grenzgebiet zwischen der arabisch-islamischen Welt und dem byzantinischen Reich verwendet. Dieses Grenzgebiet, das sich von Kilikien über das nördliche Bilad asch-Scham bis nach Obermesopotamien erstreckte, ist bereits im frühen 8. Jahrhundert nach dem Abebben der ersten Welle der islamischen Expansion entstanden, wenn auch zu jener Zeit der Begriff al-ʿAwāsim noch nicht benutzt wurde. Es bestand bis zur Mitte des 10. Jahrhunderts weiter, als die Byzantiner mit einer Gegenoffensive begannen. Während die Kette der 'Awāṣim-Festungen jene war, die (aus islamischer Sicht) noch vor der Grenze, d. h. in zweiter Reihe lag, waren die vorgelagerten Burgen und Befestigungsanlagen direkt an der Grenze als ath-Thughūr (الثغور, aṯ-ṯuġūr; Sing. الثغر, aṯ-ṯaġr, Münder, Öffnungen [zw. dem Dār al-Islām und dem Dār al-Harb]) bekannt. Die byzantinischen Seite der Grenze (die Festungen hießen hier ta stomia, τὰ Στόμια, Die Münder/Öffnungen) bestand aus den Militärdistrikten der Kleisoura, die von den Akriten bewohnt und bewacht wurden. Der Begriff Thughūr wurde auch in den Grenzgebieten von al-Andalus und Transoxanien benutzt und im 14. Jahrhundert von den ägyptischen Mamluken wieder belebt, als diese die Gebiete in Nordsyrien und der nördlichen Euphratregion unter ihre Kontrolle bekamen.

Die byzantinisch-arabische Grenze im südwestlichen Anatolien mit den wichtigeren Festungen.

## Das arabisch-byzantinische Grenzgebiet
Schon kurz nach der raschen muslimischen Eroberung Syriens bildete sich in Kilikien ein Gebiet zwischen den beiden Mächten aus, das nicht wirklich unter der Kontrolle einer Macht stand und darüber hinaus durch Kämpfe verwüstet war. Die Araber nannten diese Zone al-dawāḥī, die Byzantiner ta ákra (τὰ ἄκρα), was jeweils „die äußeren Gebiete“ bedeutet. Sowohl Kaiser Herakleios (reg. 610–641) als auch Kalif ʿUmar ibn al-Chattāb (reg. 634–644) sorgten dafür, dass dieses Gebiet ein zerstörtes Wüstland blieb und verwandelten es so in eine effektive Barriere zwischen den beiden Reichen. Zwar war das Endziel des Kalifen die Eroberung der byzantinischen Hauptstadt Konstantinopel, doch nach der zweiten erfolglosen Belagerung von Konstantinopel (717–718) wurde die Strategie abgeändert: Es wurden noch nur Raubzüge ins byzantinische Anatolien unternommen und die Eroberung des gesamten byzantinischen Reiches aufgegeben. Die 'Awāṣim wurde immer mehr zu einer festen Grenze. In den folgenden zwei Jahrhunderten wechselten zwar einige Grenzorte und Befestigungen den Besitzer, doch veränderte sich damit nicht die Grenze zwischen Kalifat und Byzanz. Somit bekam das Wort al-thughūr mit der Zeit die Bedeutung „Grenze“ wie z. B. in dem Begriffen thughūr al-Islām („Grenze des Islams“) oder thughūr al-Rūmīya („Grenze der Römer“). Der Charakter einer militärischen Grenze wurde noch dadurch verstärkt, dass das Land nach und nach besiedelt und befestigt wurde, besonders nachdem die Byzantiner während der Regierungszeit des Kalifen Abd al-Malik (reg. 685–705) Kilikien aufgaben.
Die Muslime siedelten sich in Kilikien an und setzten die byzantinischen Festungen wieder instand. Dieser Prozess begann unter den Umayyaden und wurde unter den ersten Abbasiden intensiviert, besonders während der Herrschaft Hārūn ar-Raschīds (reg. 786–809). So errichteten die Muslime eine Linie von Festungen von Tarsus an der Küste bis nach Malatya (arab. Malaṭiyā, gr. Melitene) und Kemah (arab. Ḥiṣn Kamkh) am oberen Lauf des Euphrats. Diese befanden sich an strategischen Punkten wie z. B. den größeren Handelswegen und Bergpässen.
Die gesamte Grenzzone war anfangs Teil des Militärbezirks Homs (Dschund Homs), eines administrativen Teils von Syrien, und wurde nach dem Jahr 680 zu einem Teil des Dschund Qinnasrin (gr. Chalkis). Hārūn ar-Raschīd gründete im Jahr 786 das Dschund al-'Awāṣim, welches das gesamte Grenzgebiet vom Norden und Westen bis zum Euphrat im Osten umfasste. Die südliche Grenze des neuen Dschunds lief südlich der Städte Antiochia am Orontes (arab. Anṭākiya), Aleppo (arab. Ḥalab) und Manbidsch (gr. Hierapolis). Verwaltungszentrum war zunächst Manbidsch, später Antiochia. Die Verteidigungslinie (thughūr) jenseits des 'Awāṣims umfasste die Städte Baghras, Bayās, Gaziantep (arab. Dulūk, gr. Doliche oder Telouch), Alexandretta (arab. Iskandarīya), Kyrrhos (arab. Ķūrus), Ra'bān und Tīzīn. Der Thughūr wurde in den syrischen (Thughūr asch-Scha'mīya) und den obermesopotamischen Thughūr (Thughūr al-Dschazīrīya) eingeteilt. Die Amanosberge bildeten die ungefähre Grenze zwischen den beiden. Es gab keine eindeutige Hauptstadt, wichtige Städte waren Tarsus und Malatya. Manchmal wurden diese Regionen vom Dschund al-'Awāṣim aus verwaltet, und im zehnten Jahrhundert wurden die Begriffe Thughūr und 'Awāṣim austauschbar. Als die Byzantiner im frühen zehnten Jahrhundert Vorstöße nach Armenien unternahmen, wurde in der Region Diyarbakır der dritte Thughūr al-Bakrīya eingerichtet.
Mopsuestia (arab. al-Maṣṣīṣa) war die erste byzantinische Stadt, die von den Arabern neu besiedelt und aufgebaut worden ist. Im Jahr 703 wurden hier 300 Soldaten einquartiert, die Zahl erhöhte sich unter den Abbasiden auf 4000. Adana (arab. Adhana) und Tarsus folgten 758–760 und 787–788 nach. Tarsus wurde schnell zur größten arabischen Stadt der Region und hatte eine Garnison von 4000 bis 5000 Soldaten. Andere kleine aber wichtige Festungen in Kilikien waren Anazarbos (arab. 'Ayn Zarba), al-Hārūniya – gegründet durch Hārūn ar-Raschīd – Tall Gubair und al-Kanīsat al-Sawdā. Daneben waren über ganz Kilikien kleine Befestigungen verstreut, in denen allerdings jeweils nur wenige Soldaten stationiert waren. In den gebirgigeren Regionen Obermesopotamiens standen die Hauptfestungen in den fruchtbaren Tälern, das waren Kahramanmaraş (arab. Mar'asch, gr. Germanikeia), Adata (arab. al-Ḥadath) mit 4000 Mann Besatzung und Malatya, das aus den Händen der Byzantiner in jene der Araber gewechselt hatte und im Jahr 757–758 4000 Soldaten beherbergte. Andere kleinere Festungen in Obermesopotamien waren Salaghus, Kaisum, Zapetra/Sozopetra (arab. Ḥiṣn Zibaṭra), Samosata (arab. Sumaisaṭ), Ḥiṣn Qalawdhiya, Ḥiṣn Ziyad und Erzurum (arab. Qālīqalā, gr. Theodosiopolis) und Kemah weit im Norden. Laut dem Gelehrten Qudama ibn Dscha'far gehörten zum Thughūr al-Bakrīya Samosata, Ḥānī, Malikyan, Gamah, Ḥaurān und al-Kilis.

“[…] from all the great towns within the borders of Persia and Mesopotamia, and Arabia, Syria, Egypt, and Morocco, there is no city but has in Tarsus a hostelry for its townsmen, where the warriors for the Faith from each particular country live. And, when they have once reached Tarsus, they settle there and remain to serve in the garrison; among them prayer and worship are most diligently performed; from all hands, funds are sent to them, and they receive alms rich and plentiful; also there is hardly a sultan who does not send hither some auxiliary troops.”

„[…] von allen großen Städten innerhalb der Grenzen Persiens und Mesopotamiens, und Arabiens, Syriens, Ägyptens, und Marokkos, hat keine die Gastfreundschaft von Tarsus, das Glaubenskrieger aus verschiedenen Ländern beherbergt. Und wenn sie einst Tarsus erreicht haben, lassen sie sich dort nieder und dienen der Garnison; unter ihnen werden Gebet und Verehrung sehr fleißig abgehalten; von überall her kommen ihnen Spenden zu, und sie erhalten große Almosen; auch gibt es keinen Sultan, der nicht Hilfstruppen dorthin sendet.“

Die Kalifen bevölkerten die Gegend mit Kolonisten und Soldaten aus Syrien, aber auch mit Persern, Slawen, christlichen Arabern und sogar Menschen aus dem östlichsten Teil des Kalifats: Siedler aus Chorasan, Türken und Indern. Die Soldaten mussten weniger Steuern (an Stelle des Haradsch mussten sie nur den Zehnten zahlen) zahlen, bekamen mehr Lohn und ein wenig Land zugesprochen. In der Frühzeit der Abbasiden gab es etwa 25.000 Soldaten, deren Hälfte aus Chorasan und der Rest aus Syrien/Mesopotamien stammen. Alle waren sie freiwillig gekommen, angelockt vom Dschihad gegen die Byzantiner und den hohen Gehältern. Im neunten Jahrhundert nahmen die jährlichen Raubzüge auf byzantinisches Territorium einen rituellen Charakter an. Gemäß Qudama ibn Dscha'far gab es folgende Muster: Ein erster Raubzug fand im Frühling (10. Mai – 10. Juni), wenn die Pferde genug Futter fanden, gefolgt von dem eigentlichen Raubzug im Sommer (10. Juli – 8. September). Manchmal gab es dann im Winter (Februar, März) noch einen dritten Raubzug. Mit den Worten des Islamkenners Hugh N. Kennedy „war die ṣā’ifa (Sommerraubzug) genauso ein Teil der symbolischen und rituellen Funktionen des Kalifen wie die Organisation und Führung der jährlichen Haddsch nach Mekka“. Diese rituellen Raubzüge bedeuteten allerdings zugleich einen hohen finanziellen Aufwand für den abbasidischen Staat. Während der Herrschaft Hārūn ar-Raschīds brachte der kilikische Teil des 'Awāṣims pro Jahr 100.000 Golddinare ein. Dieses Geld wurde für öffentliche Arbeiten, Gehälter und Spionage ausgegeben. Aber die Kosten der jährlichen Raubzüge betrugen zwischen 200 und 300.000 Dinare. Der mesopotamische Teil des 'Awāṣims warf ungefähr 70.000 Dinare Steuern ab. Wegen der Kosten durch Soldaten und Befestigungen verschlang dieser Teil zusätzlich zu den 70.000 noch 120–170.000 Dinare.
Die Grenzzone war hart umkämpft. Auf Raubzügen folgten freilich Gegenraubzüge und Plünderungen. Festungen wechselten häufig den Besitzer, so dass die durch die kriegerischen Handlungen entvölkerten Gegenden erneut besiedelt werden mussten. Dennoch gab es auch Zeichen für Wohlstand, basierend auf Landwirtschaft und Handel, besonders während der zweiten Hälfte des neunten Jahrhunderts. Dann war das Grenzland eine wichtige Handelsstation zwischen Basra am Persischen Golf und Konstantinopel. Mit der Zeit gewannen die Gebiete an der Grenze eine gewisse Eigenständigkeit. Zu diesen neuen Zentren gehörten Tarsus, Malatya und Erzurum. Mit dem Niedergang der Abbasiden nach 842 mussten sich die Städte aus eigener Kraft gegen die Byzantiner verteidigen. Mit der Schlacht am Lalakaon im Jahr 863 brachen die Byzantiner die Macht von Malatya und begannen langsam mit der Eroberung des ganzen Grenzstreifens. Als die Abbasiden ab 928 immer noch mit Problemen zu kämpfen hatten, übernahmen die Dynastien der Ichschididen und Hamdaniden die Kontrolle an der Grenze. In den 930er Jahren eroberten die Byzantiner unter General Johannes Kurkuas den mesopotamischen Teil des Thughūr. Der Widerstand des hamdanischen Herrschers von Aleppo Saif ad-Daula (reg. 946–967) währte nur kurz: 964–965 eroberte Kaiser Nikephoros II. Kilikien und kurze Zeit danach Antiochia, während Aleppo von nun an Tribute entrichten musste.

## Das Mamlukisch–Turkmenische Grenzgebiet
Das mamlukische al-thughūr wa-l-'awāṣim diente zum Schutz Syriens vor den türkischen Reichen (erst die Beyliks, dann das osmanische Reich) in Anatolien und dem Kaukasus. Wie das frühere System war die mamlukische Anlage in einen syrischen und in einen mesopotamischen Teilbereich eingeteilt. Jenseits der Grenze dienten die mamlukischen Vasallen Ramazanoğulları und Dulkadir zum Schutz der Grenze. Zusätzlich hatten die Mamluken, um die beiden Vasallen unter Kontrolle zu halten in sieben strategisch wichtigen Orten Garnisonen eingerichtet: Tarsus, Ayas, Sarventikar, Sis, Darende, Malatya und Divriği. Der Gelehrte al-Qalqaschandī listet die Unterteilung des 'Awāṣims wie folgt auf: Acht Bezirke im syrischen Teil (Malatya, Divriği, Darende, Elbistan, Ayas, Tarsus, Adana, Sarventikar und Sis) und drei Bezirke im Teil des Euphrats (al-Bira, Qalʿat Dschaʿbar und Ruha). Das Mamlukenreich wurde schließlich 1516/1517 von den Osmanen erobert.